# M15 (Ungern)
M15 är en motorväg i Ungern som går mellan Levél där den ansluter till motorvägen M1 och gränsen till Slovakien via Rajka.

## Europavägsavsnitt
Motorvägen är europaväg längs hela sträckan, 
- E 65 Slovakien - Motorvägskorsning M1
- E 75 Slovakien - Motorvägskorsning M1.

## Trafikplatser
|                                    | Km | Skyltning                                                     |
| ---------------------------------- | -- | ------------------------------------------------------------- |
| Trafikplats                        | 0  | Budapest, Mosonmagyaróvár / Szombathely                       |
| Trafikplats                        | 2  | Levél / Hegyeshalom                                           |
| Bro                                |    | Lajta                                                         |
| Trafikplats                        | 14 | Rajka                                                         |
| Rastplats                          |    | Rajkai pihenőhely                                             |
| Gränsövrergång, Schengensamarbetet | 14 | Gränsövrergång Rajka (H) – Čunovo (SK) → Slovakien Bratislava |